# Saint-Martin-lez-Tatinghem
Saint-Martin-lez-Tatinghem község Franciaország Hauts-de-France régiójában, Pas-de-Calais megyében. Új községként 2016. január 1-jén jött létre Saint-Martin-au-Laërt és Tatinghem korábbi községek egyesítésével. Lakosainak száma 5863 fő (2022. január 1.).

## Népesség
| Lakosok száma | 5906 | 5914 | 5923 | 5970 | 5916 | 5863 |
|               | 2017 | 2018 | 2019 | 2020 | 2021 | 2022 |